# Menhir

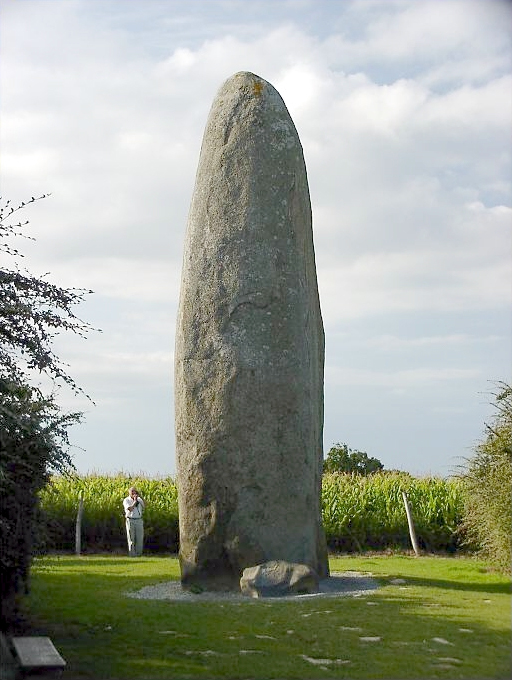
Menhir a la Bretanya

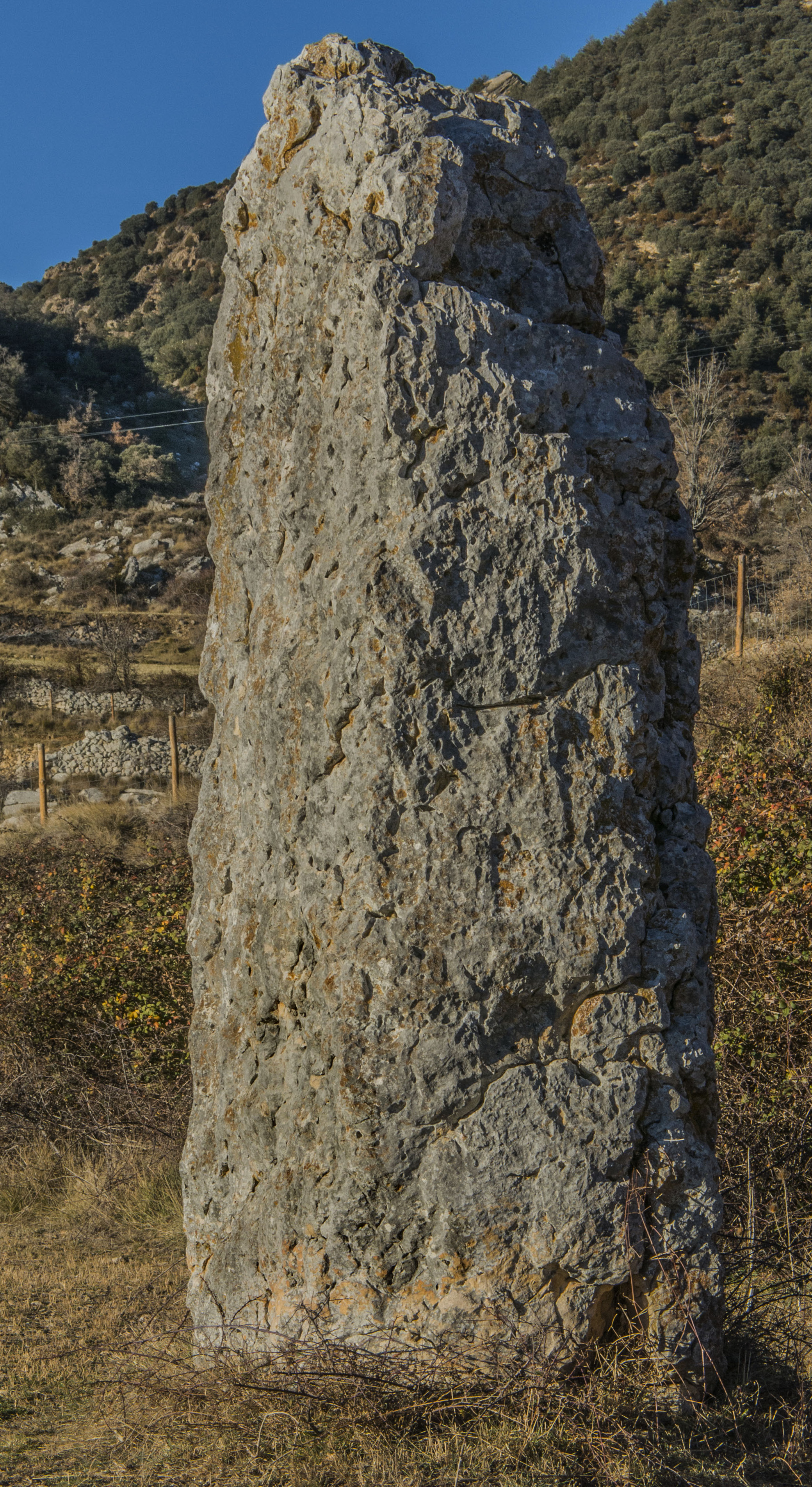
Menhir de Merli (Ribagorça)

Un menhir és un monument prehistòric, megalític, que consisteix en una gran pedra de forma allargada, plantada a terra en posició vertical. El mot prové del bretó maen, 'pedra' i hir, 'llarga', que va ser adoptat pels prehistoriadors i ja ha passat al llenguatge comú. En català, s'han anomenat tradicionalment pedra dreta, pedra fita, pedra llarga, taula dels lladres, pedra/taula del dimoni, pedra aguda, pedra-arca, etc, taula d'en Rotlan i a les Balears també simplement taules.
Els menhirs es poden trobar sols o en grups. Tenen una distribució geogràfica àmplia: se'n troben a Europa, Àsia i Àfrica, i pertanyen a diversos períodes.
Els menhirs s'associen amb la cultura del vas campaniforme, que habitava a Europa durant el Neolític tardà i l'edat del bronze a Europa, però a Àsia n'hi ha exemples d'època contemporània.
Les seves funcions eren diverses, de marcar els límits territorials d'un poble fins a ser el centre de cerimònies religioses, especialment funeràries, o llocs on es retia culte al Sol. Els més moderns tenien inscripcions sacres i invocacions a divinitats, per això el cristianisme va rebaixar l'alçària d'algunes pedres i les va coronar amb una creu, esdevingueren llocs de culte cristians.

## Vegeu també

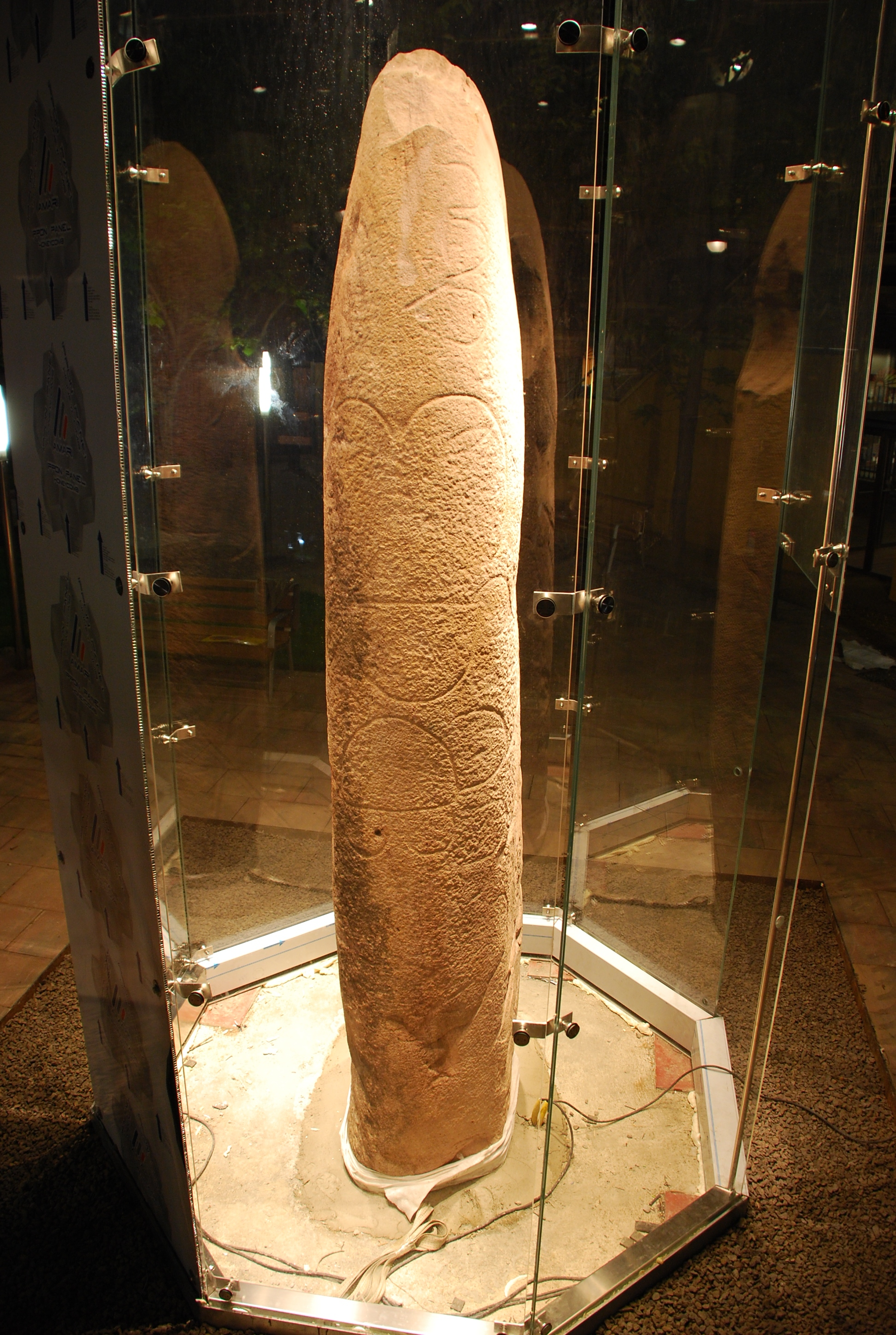
Detall de les decoracions en forma de gravats que té el Menhir de Mollet.